# Polarsirkel Valley
Koordinaten: 64° 50′ S, 8° 0′ O
Das Polarsirkel Valley ist ein Tiefseegraben in der Lasarew-See weit vor der Prinzessin-Astrid-Küste des ostantarktischen Prinzessin-Elisabeth-Lands.
Benannt ist er seit 1988 nach dem norwegischen Polarforschungsschiff Polarsirkel, das seit Mitte der 1950er Jahre bei diversen norwegischen Antarktisfahrten im Einsatz war.